# Graphoderus bilineatus
Graphoderus bilineatus é uma espécie de escaravelho da família Dytiscidae.
Pode ser encontrada nos seguintes países: Alemanha, Áustria, Bélgica, Bósnia e Herzegovina, Dinamarca, Eslováquia, Finlândia, França, Hungria, Itália, Letónia, Luxemburgo, Montenegro, Noruega, Países Baixos, Polónia, Reino Unido, República Checa, Rússia, Sérvia, Suíça, Turquemenistão e Ucrânia.